# افکار عمومی بین‌المللی در مورد جنگ در افغانستان
نظرسنجی جهانی ۴۷ کشور از افکار عمومی که در ژوئن ۲۰۰۷ توسط پروژه نگرش جهانی پیو انجام شد، مخالفت قابل توجهی را با عملیات نظامی ناتو در افغانستان نشان داد. در ۲ کشور از ۴۷ کشور اکثریتی وجود داشت که طرفدار حفظ نیروها در افغانستان بودند - اسرائیل (۵۹٪) و کنیا (60%). از سوی دیگر، در ۴۱ کشور از ۴۷ کشور، کثرت‌ها خواستار خروج نیروهای ناتو از افغانستان در اسرع وقت بودند. در ۳۲ کشور از ۴۷ کشور، اکثریت خواهان خروج نیروهای ناتو از افغانستان در اسرع وقت بودند. اکثریت ۷ کشور از ۱۲ کشور عضو ناتو خواستار خروج نیروها در اسرع وقت بودند.
نظرسنجی ۲۴ کشوری نگرش جهانی پیو در ژوئن ۲۰۰۸ دوباره نشان داد که اکثریت در ۲۱ کشور از ۲۴ کشور خواهان خروج نیروهای ناتو در اسرع وقت از افغانستان هستند. در ۳ کشور از ۲۴ کشور ایالات متحده (۵۰٪)، استرالیا (۶۰٪) و بریتانیا (۴۸٪) - افکار عمومی طرفدار حفظ نیروها در آنجا تا زمانی که وضعیت تثبیت شود، بود. از آن زمان، افکار عمومی در استرالیا و بریتانیا تغییر کرده‌است و اکثر استرالیایی‌ها و بریتانیایی‌ها هم‌اکنون می‌خواهند نیروهایشان از افغانستان به خانه بازگردانده شوند. از میان هفت کشور ناتو در این نظرسنجی، هیچ‌یک از آنها اکثریت را به نفع حفظ نیروهای ناتو در افغانستان نشان ندادند – یکی، ایالات متحده، نزدیک به اکثریت (۵۰٪) بود. از شش کشور دیگر ناتو، پنج کشور اکثریت جمعیت خود را خواستار خروج نیروهای ناتو از افغانستان در اسرع وقت بودند.
بررسی نگرش جهانی پیو ۲۵ کشور در ژوئن۲۰۰۹ نشان داده که جنگ در افغانستان در اکثر کشورها نامحبوب بود و اکثر مردم خواهان خروج نیروهای آمریکایی و ناتو از افغانستان هستند. نظرسنجی جهانی در سال۲۰۰۹ گزارش داد که اکثریت یا کثرت‌ها در ۱۸ کشور از ۲۵ کشور خواهان خروج نیروهای ناتو از افغانستان در اسرع وقت هستند. (تغییرات از سال۲۰۰۸ شامل تانزانیا، آفریقای جنوبی و استرالیا بود که در این نظرسنجی جای خود را به اسرائیل، کنیا، سرزمین‌های فلسطینی و کانادا داده‌اند، و در هند و نیجریه نیز تغییراتی در نظرات ایجاد شد. در ۴ کشور از ۲۵ کشور اکثریتی وجود داشت که طرفدار حفظ نیروهای ناتو در افغانستان بودند - ایالات متحده (۵۷٪)، اسرائیل (۵۹٪)، کنیا (۵۶٪) و نیجریه (52%). علیرغم درخواست آمریکا از متحدان ناتو برای اعزام نیروهای بیشتر به افغانستان، اکثریت یا کثرت مخالفت با چنین اقدامی در هر یک از کشورهای مورد بررسی ناتو وجود داشت: آلمان (۶۳٪ مخالف)، فرانسه (۶۲٪)، لهستان (۵۷٪)، کانادا (۵۵٪)، بریتانیا (۵۱٪)، اسپانیا (۵۰٪) و ترکیه (49%).
در اروپا، نظرسنجی‌ها در فرانسه، آلمان، بریتانیا و سایر کشورها نشان داد که مردم اروپا خواهان خروج نیروهایشان و صرف هزینه کمتر برای جنگ در افغانستان هستند.

## افکار عمومی بین المللی در مقایسه با افکار عمومی آمریکا
در اکتبر ۲۰۰۱، یک نظرسنجی توسط سی ان ان /گالوپ/یواس‌ای تودی نشان داد که حدود ۸۸ درصد از آمریکایی‌ها از اقدام نظامی در افغانستان حمایت می‌کنند و یک نظرسنجی توسط بررسی نشان می‌دهد که حدود ۶۵ درصد از بریتانیایی‌ها از مشارکت نیروهای بریتانیایی حمایت می‌کنند. از سوی دیگر، یک نظرسنجی در مقیاس بزرگ بین ۳۷ کشور از افکار جهانی که توسط گالوپ اینترنشنال در اواخر سپتامبر ۲۰۰۱ انجام شد، نشان داد که اکثریت کشورها از پاسخ قانونی، به شکل استرداد و محاکمه، به جای پاسخ نظامی. ۱۱ سپتامبر: در ۳ کشور از ۳۷ کشور مورد بررسی ایالات متحده، اسرائیل و هند اکثریت آنها طرفدار اقدام نظامی بودند. در ۳۴کشور از ۳۷کشور مورد بررسی، نظرسنجی اکثریتی را نشان داد که طرفدار اقدام نظامی نیستند: در بریتانیا (۷۵٪)، فرانسه (۶۷٪)، سوئیس (۸۷٪)، جمهوری چک (۶۴٪)، لیتوانی (لیتوانی) ۸۳٪، پاناما (۸۰٪)، مکزیک (۹۴٪) و غیره
این دوگانگی بین افکار عمومی آمریکا و بین المللی در مورد عملیات نظامی همچنان دیده می‌شود، اگرچه مخالفت با جنگ در ایالات متحده نیز در حال افزایش است. نظرسنجی گالوپ که در ۱۰ تا ۱۲ ژوئیه۲۰۰۹ انجام شد، گزارش داد که اکثریت ۶۱درصد از آمریکایی‌ها فکر نمی‌کنند که ایالات متحده در ارسال نیروهای نظامی در سال۲۰۰۱ اشتباه کرده‌است، در حالی که ۳۶درصد از آمریکایی‌ها چنین فکر می‌کنند. ۵۴درصد نیز فکر می‌کردند که اوضاع برای ایالات متحده خوب پیش می‌رود. یک نظرسنجی انگوس رید که از ۱۵تا۱۸ ژوئیه۲۰۰۹ انجام شد، نشان داد که ۵۵٪از آمریکایی‌ها از عملیات نظامی حمایت می‌کنند، در حالی که ۳۵٪ با آن مخالف هستند. ۴۹ درصد آمریکایی‌ها فکر می‌کردند که کشورشان در ارسال نیروهای نظامی کار درستی انجام داده‌است. حدود نیمی، ۴۸ درصد از آمریکایی‌ها احساس می‌کردند که ایده روشنی از موضوع جنگ ندارند.
در خارج از ایالات متحده، افکار عمومی بین المللی تا حد زیادی با جنگ مخالف بوده‌است. در نظرسنجی ۴۷ کشور در ژوئن ۲۰۰۷ از افکار عمومی جهانی، پروژه نگرش جهانی پیو مخالفت قابل توجهی با عملیات ناتو پیدا کرد. در ۴ کشور از ۴۷ کشور مورد بررسی اکثریتی وجود داشت که طرفدار حفظ نیروها بودند: ایالات متحده (۵۰٪)، اسرائیل (۵۹٪)، غنا (۵۰٪) و کنیا (60%). در ۴۱ کشور از ۴۷ کشور، کثرت‌ها خواهان خروج نیروهای ناتو در اسرع وقت هستند. در ۳۲ کشور از ۴۷ کشور، اکثریت خواهان خروج نیروهای ناتو در اسرع وقت هستند. اکثریت در ۷ کشور از ۱۲ کشور عضو ناتو می‌گویند که نیروها باید در اسرع وقت خارج شوند.
نظرسنجی ۲۴ کشوری مرکز تحقیقات پیو در ژوئن ۲۰۰۸ به‌طور مشابه نشان داد که اکثریت یا کثرت‌ها در ۲۱ کشور از ۲۴ کشور از ناتو می‌خواهند که نیروهای خود را در اسرع وقت خارج کند. در ۳ کشور از ۲۴ کشور - ایالات متحده (۵۰٪)، استرالیا (۶۰٪) و بریتانیا (۴۸٪) - افکار عمومی بیشتر به سمت حفظ نیروها در آنجا تا زمانی که وضعیت تثبیت شود متمایل شدند. پس از آن نظرسنجی، دیدگاه‌ها در بریتانیا و استرالیا نیز از افکار عمومی در ایالات متحده متفاوت شده‌است، و اکثریت در بریتانیا و استرالیا اکنون می‌خواهند که نیروهایشان از جنگ به خانه بازگردانده شوند. از میان هفت کشور ناتو که در این نظرسنجی شرکت کردند، هیچ‌یک از اکثریت موافق حفظ نیروهای ناتو تا زمانی که وضعیت تثبیت نشد، نشان ندادند - تنها ایالات متحده به اکثریت (۵۰ درصد) رسید. از شش کشور دیگر ناتو، پنج کشور اکثریت جمعیت خود را داشتند که خواهان خروج نیروهای ناتو در اسرع وقت بودند: اسپانیا (۵۶٪)، فرانسه (۵۴٪)، آلمان (۵۴٪)، لهستان (۶۵٪) و ترکیه. (72%).
بررسی نگرش جهانی پیو ۲۵ کشور در ژوئن۲۰۰۹ ادامه داد که جنگ در اکثر کشورها نامحبوب است، و اکثر مردم خواهان خروج نیروهای آمریکایی و ناتو در اسرع وقت بودند. نظرسنجی جهانی در سال۲۰۰۹ گزارش داد که اکثریت یا کثرت‌ها در ۱۸کشور از ۲۵کشور خواهان خروج نیروهای ناتو از افغانستان در اسرع وقت هستند. (تغییرات از نظرسنجی سال ۲۰۰۸ شامل تانزانیا، آفریقای جنوبی و استرالیا بود که در این نظرسنجی جای خود را به اسرائیل، کنیا، سرزمین‌های فلسطینی و کانادا داده‌اند، و همچنین تغییر در نظرات در هند و نیجریه. در ۴ کشور از ۲۵ کشور اکثریتی وجود داشت که طرفدار حفظ نیروهای ناتو در افغانستان بودند - ایالات متحده (۵۷٪)، اسرائیل (۵۹٪)، کنیا (۵۶٪) و نیجریه (52%). در یکی از ۸ کشور ناتو که در این نظرسنجی شرکت داشتند - ایالات متحده - اکثریت موافق حفظ نیروهای ناتو تا زمانی که وضعیت باثبات شد، وجود داشت. علیرغم درخواست‌های مکرر آمریکا از متحدان ناتو برای اعزام نیروهای بیشتر به افغانستان، اکثریت یا کثرت مخالفت با چنین اقدامی در تمام هفت کشور دیگر ناتو مورد بررسی قرار گرفتند: آلمان (۶۳٪ مخالف)، فرانسه (۶۲٪)، لهستان (۵۷٪) کانادا (۵۵٪)، بریتانیا (۵۱٪)، اسپانیا (۵۰٪) و ترکیه (49%).
نظرسنجی ۲۲ کشوری مرکز تحقیقات پیو که در ژوئن ۲۰۱۰ منتشر شد، مجدداً جنگ را در اکثر کشورها منفور می‌دانست. این نظرسنجی نشان داد که اکثریت یا کثرت‌ها در ۱۶ کشور از ۲۲ کشور خواهان خروج نیروهای نظامی «در اسرع وقت» هستند. یک کشور از ۲۲ کشور اکثریتی بود که از حفظ نیروها تا زمانی که وضعیت تثبیت شود (۵۷٪ در کنیا) حمایت می‌کرد.

## ایالات متحده

### افزایش مخالفت با جنگ
درحالی که حمایت از جنگ همچنان در ایالات متحده و اسرائیل قوی‌ترین است، نظرسنجی‌های اخیر نیز مخالفت رو به رشد در ایالات متحده، از جمله مخالفان اکثریت را نشان می‌دهد.
یک نظرسنجی واشینگتن پست - ای بی سی که در ۱۵ تا ۱۸ ژوئیه ۲۰۰۹ انجام شد، نشان داد که فقط نیمی از آمریکایی‌ها، ۵۱ درصد، فکر می‌کنند جنگ ارزش جنگیدن را دارد، در حالی که تقریباً نیمی، ۴۵ درصد، فکر می‌کنند که جنگ ارزش جنگیدن ندارد. افکار عمومی آمریکا نیز در مورد اینکه آیا ایالات متحده در حال پیشرفت قابل توجهی در جهت پیروزی در جنگ است یا خیر، اختلاف نظر دارند، به طوری که ۴۶ درصد چنین فکر می‌کنند و ۴۲ درصد نه.
یک نظرسنجی آسوشیتدپرس که از ۱۶ تا ۲۰ ژوئیه ۲۰۰۹ انجام شد، نشان داد که اکثریت ۵۳ درصد آمریکایی‌ها مخالف جنگ هستند، در حالی که ۴۴ درصد از آن حمایت می‌کنند. علاوه بر این دریافت که کثرت آمریکایی‌ها، ۳۴ درصد، به شدت با جنگ مخالف بودند، در حالی که ۲۰ درصد به شدت از آن حمایت کردند. (۱۹٪ دیگر تا حدودی با جنگ مخالف بودند، ۲۰٪ تا حدودی طرفدار آن بودند و ۳٪ نمی‌دانستند یا از پاسخ دادن خودداری می‌کردند)
یک نظرسنجی وابسته به سی ان آن که از ۳۱ ژوئیه تا ۳ اوت ۲۰۰۹ انجام شد همچنین نشان داد که اکثر آمریکایی‌ها اکنون با جنگ مخالفند. ۵۴ درصد آمریکایی‌ها گفتند که مخالف جنگ هستند، در حالی که ۴۱ درصد از آن حمایت کردند.
پس از انتخابات ۲۰ اوت۲۰۰۹ در افغانستان که با فقدان گسترده امنیت و تقلب گسترده و پایان دادن به دو ماه مرگبار برای سربازان آمریکایی در جنگ ۸ساله مشخص شد، نظرسنجی سی ان ان از ۲۸ تا ۳۱اوت انجام شد. سال ۲۰۰۹ بالاترین سطح مخالفت با جنگ را ثبت کرد که نظرسنجی تاکنون دیده‌است. اکثریت ۵۷ درصد آمریکایی‌ها اکنون مخالف جنگ در افغانستان هستند، در حالی که ۴۲ درصد هنوز از آن حمایت می‌کنند.
نظرسنجی واشینگتن پست ای بی سی نیوز که در ۱۰ تا ۱۲ سپتامبر ۲۰۰۹ انجام شد، گزارش داد:
آمریکایی‌ها به‌طور کلی نسبت به ادعای پرزیدنت اوباما مبنی بر اینکه جنگ برای موفقیت جنگ علیه تروریسم ضروری است، تردید دارند و تعداد کمی افزایش سربازان را کار درستی می‌دانند.
این نظرسنجی نشان داد که کثرت ۴۲درصد از آمریکایی‌ها اکنون خواهان کاهش تعداد نیروهای آمریکایی در افغانستان هستند و ۲۶درصد آمریکایی‌ها فکر می‌کنند که باید نیروهای بیشتری به افغانستان اعزام شوند.
نظرسنجی سی ان آن که از ۱۱ تا ۱۳ سپتامبر ۲۰۰۹ انجام شد، نشان داد که مخالفت آمریکا با جنگ به بالاترین حد خود رسیده‌است، در حالی که حمایت آمریکا از جنگ به پایین‌ترین حد خود رسیده‌است. اکثریت ۵۸ درصد آمریکایی‌ها اکنون مخالف جنگ هستند، در حالی که ۳۹ درصد از آن حمایت می‌کنند.
کیتینگ هالند، مدیر نظرسنجی سی ان ان، مشاهده کرد که:
The Afghan war is almost as unpopular as the Iraq war has been for the past four years.
او خاطرنشان کرد که حمایت از جنگ در عراق ابتدا در ژوئن۲۰۰۵ به ۳۹درصد کاهش یافت و سپس از آن زمان به‌طور کلی در حد پایین تا اواسط دهه ۳۰ باقی ماند.
نظرسنجی آسوشیتدپرس که از ۱ تا ۵ اکتبر۲۰۰۹ انجام شد، نشان داد که اکثریت ۵۷درصد آمریکایی‌ها مخالف جنگ هستند که ۴درصد نسبت به ژوئیه افزایش یافته‌است، در حالی که ۴۰درصد طرفدار جنگ هستند که ۴ درصد نسبت به ژوئیه کاهش یافته‌است.
نظرسنجی سی ان آن که از ۳۰ اکتبر تا ۱ نوامبر۲۰۰۹ انجام شد، نشان داد که اکثریت ۵۸٪آمریکایی‌ها مخالف جنگ هستند، در حالی که ۴۰٪ از آن حمایت می‌کنند. اکثریت ۵۶درصد از آمریکایی‌ها نیز با اعزام بیشتر نیروهای آمریکایی مخالف هستند، در حالی که ۴۲درصد موافق انجام این کار هستند.
نظرسنجی پیو که از ۲۸ اکتبر تا ۸ نوامبر ۲۰۰۹ انجام شد، نشان داد که اکثریت ۵۹٪ آمریکایی‌ها با اعزام نیروهای بیشتر آمریکایی مخالف هستند: ۴۰٪ از آمریکایی‌ها خواهان کاهش تعداد نیروهای آمریکایی هستند و ۱۹٪ خواهان تعداد نیروها بدون تغییر هستند..۳۲درصد از اعزام نیروهای آمریکایی بیشتر حمایت می‌کنند.
نظرسنجی گالوپ که در ۵ تا ۸ نوامبر۲۰۰۹ انجام شد، نشان داد که اکثریت ۵۱ درصد آمریکایی‌ها با اعزام نیروهای بیشتر آمریکایی مخالف هستند: ۴۴ درصد از آمریکایی‌ها خواهان کاهش تعداد نیروهای آمریکایی هستند و ۷ درصد خواهان حفظ این تعداد هستند.
نظرسنجی آسوشیتدپرس که از ۵ تا ۹ نوامبر۲۰۰۹ انجام شد، دوباره نشان داد که اکثریت ۵۷ درصد آمریکایی‌ها مخالف جنگ هستند، در حالی که ۳۹ درصد از آن حمایت می‌کنند.
نظرسنجی ای‌بی‌سی نیوز / واشینگتن پست که در ۱۲ تا ۱۵ نوامبر۲۰۰۹ انجام شد، نشان داد که اکثریت ۵۲درصد آمریکایی‌ها اکنون می‌گویند که جنگ ارزش جنگیدن را ندارد، که در مقابل سؤال نظرسنجی که اولین بار در سال۲۰۰۷ پرسیده شد، یک اوج جدید است و ۴۴درصد می‌گویند. ارزش جنگیدن را دارد. اکثریت ۷۶درصد آمریکایی‌ها احساس نمی‌کنند که عقب‌نشینی خطر تروریسم را در ایالات متحده افزایش می‌دهد در حالی که ۲۳ درصد احساس می‌کنند که این امر باعث افزایش خطر تروریسم می‌شود.
نظرسنجی سی ان آن که از ۱۶ تا ۲۰ دسامبر ۲۰۰۹ انجام شد، نشان داد که اکثریت ۵۵ درصد آمریکایی‌ها مخالف جنگ هستند، در حالی که ۴۳ درصد از آن حمایت می‌کنند.
نظرسنجی آسوشیتدپرس که در ۱۲ تا ۱۷ ژانویه ۲۰۱۰ انجام شد، نشان داد که اکثریت ۵۴ درصد آمریکایی‌ها مخالف جنگ هستند، در حالی که ۴۳ درصد از آن حمایت می‌کنند. کثرت آمریکایی‌ها، ۳۲ درصد، «به شدت مخالف» جنگ هستند، در حالی که ۱۸ درصد «به شدت موافق» جنگ هستند. اکثریت ۵۵ درصد آمریکایی‌ها با اعزام نیروهای بیشتر آمریکایی مخالف هستند، در حالی که ۴۱ درصد از انجام این کار حمایت می‌کنند. کثرت ۳۴ درصد از آمریکایی‌ها «به شدت مخالف» اعزام نیروهای بیشتر هستند، در حالی که ۱۷ درصد «به شدت موافق» این کار هستند.
نظرسنجی ای‌بی‌سی نیوز / واشینگتن پست که در ۲۲ تا ۲۵ آوریل۲۰۱۰ انجام شد، نشان داد که اکثریت ۵۲درصد آمریکایی‌ها فکر می‌کنند که جنگ ارزش جنگیدن را نداشته‌است، و کثرت ۳۸درصد آمریکایی‌ها «به شدت» فکر می‌کنند که ارزش جنگیدن را نداشته‌است. ۴۵ درصد از آمریکایی‌ها فکر می‌کنند که جنگی که در حال انجام است ارزش جنگیدن را داشته‌است و ۲۶درصد آمریکایی‌ها به شدت چنین احساسی دارند.
نظرسنجی سی ان آن که در ۲۱ تا ۲۳ مه ۲۰۱۰ انجام شد، نشان داد که اکثریت ۵۶ درصد آمریکایی‌ها مخالف جنگ کشورشان هستند، در حالی که ۴۲ درصد از آن حمایت می‌کنند.
نظرسنجی ای‌بی‌سی نیوز/واشینگتن پست که در ۳ تا ۶ ژوئن۲۰۱۰ انجام شد، نشان داد که اکثریت ۵۳درصد آمریکایی‌ها فکر می‌کنند که جنگ ارزش جنگیدن را نداشته‌است و ۴۱درصد آمریکایی‌ها «به شدت» فکر می‌کنند که ارزش جنگیدن را نداشته‌است. ۴۴ درصد از آمریکایی‌ها فکر می‌کنند که جنگی که انجام می‌شود ارزش جنگیدن را داشته‌است، و ۲۶ درصد آمریکایی‌ها به شدت چنین احساسی دارند.
نظرسنجی ای بی سی نیوز / واشینگتن پست که از ۷ تا ۱۱ ژوئیه۲۰۱۰ انجام شد نشان داد که ۷۶درصد از آمریکایی‌ها می‌خواهند خروج نیروها را تا تابستان آینده یا زودتر آغاز کنند: ۴۵درصد طرح اوباما برای شروع خروج نیروها تا تابستان آینده را «درست» می‌دانند. ۳۱درصد دیگر خواستار شروع زودتر برداشت هستند. ۱۸درصد فکر می‌کنند که برداشت باید دیرتر شروع شود. اکثریت ۵۳درصد آمریکایی‌ها فکر می‌کنند که جنگ ارزش جنگیدن را نداشته‌است، با کثرت ۳۸درصد آمریکایی‌ها «به شدت» چنین احساسی دارند. این نظرسنجی گزارش داد که حمایت از جنگ در ایالات متحده به پایین‌ترین حد خود رسیده‌است: ۴۳درصد از آمریکایی‌ها فکر می‌کنند که جنگ ارزش جنگیدن داشته‌است، که به شدت از پایان سال قبل کاهش یافته‌است، و کمترین میزان از زمان طرح سؤال در فوریه۲۰۰۷ است.
نظرسنجی سی‌بی‌اس نیوز که از ۹ تا ۱۲ ژوئیه۲۰۱۰ انجام شد، نشان داد که اکثریت ۵۸درصد آمریکایی‌ها خواهان خروج نیروهایشان از جنگ در یک یا دو سال آینده هستند و ۳۵درصد نیز مایلند که سربازان آمریکایی بیش از دو سال دیگر بمانند.. یک سوم، ۳۳درصد از آمریکایی‌ها فکر می‌کنند تعداد زیادی از نیروهای آمریکایی باید در کمتر از یک سال خارج شوند، ۲۳درصد دیگر فکر می‌کنند که باید ظرف یک یا دو سال انجام شود، و ۲درصد خواهان خروج فوری هستند. ۲۶درصد از آمریکایی‌ها فکر می‌کنند که نیروهای آمریکایی باید تا زمانی که طول می‌کشد باقی بمانند، ۷درصد فکر می‌کنند که باید دو تا پنج سال دیگر بمانند، و ۲ درصد فکر می‌کنند که باید پنج تا ده سال دیگر بمانند.
نظرسنجی سی ان آن که در ۶ تا ۱۰ اوت ۲۰۱۰ انجام شد، مخالفت مردم آمریکا با جنگ را در بالاترین حد خود نشان داد. اکثریت ۶۲ درصد از آمریکایی‌ها مخالف جنگ هستند که بالاترین سطح از زمان طرح سؤال در نظرسنجی در سال ۲۰۰۶ است، در حالی که ۳۷ درصد طرفدار جنگ بودند که پایین‌ترین رقم در تاریخ است.
نظرسنجی سی ان آن که در ۱۷ تا ۱۹ دسامبر۲۰۱۰ انجام شد، دوباره نشان داد که مخالفت مردم آمریکا با جنگ به بالاترین حد خود رسیده‌است. اکثریت ۶۳درصد آمریکایی‌ها مخالف جنگ هستند که بالاترین سطح از زمان طرح سؤال نظرسنجی در سال۲۰۰۶ است، در حالی که ۳۵درصد از جنگ حمایت می‌کنند، که دوباره پایین‌ترین سطح تاریخ است.
همچنین در نظرسنجی ای بی سی نیوز و واشینگتن پست در دسامبر ۲۰۱۰، مخالفت مردم آمریکا با جنگ به بالاترین حد خود رسید. ۶۰ درصد اکثریت آمریکایی‌ها می‌گویند که جنگ ارزش جنگیدن را نداشته‌است، در حالی که ۳۴ درصد می‌گویند که دارد، یک رکورد جدید از حمایت از جنگ. عدم محبوبیت جنگ اکنون به سطحی رسیده‌است که برای جنگ در عراق دیده می‌شود. ۸۱ درصد از آمریکایی‌ها می‌خواهند خروج نیروهای نظامی آمریکا ظرف چند ماه آغاز شود - یا در تابستان ۲۰۱۱ همان‌طور که پرزیدنت اوباما وعده داده بود یا حتی زودتر از آن.
در ژانویه ۲۰۱۱، نظرسنجی یو اس ای تودی / گالوپ در ۱۴ تا ۱۶ژانویه گزارش داد که اکثریت ۷۲ درصد آمریکایی‌ها خواهان تسریع خروج نیروهای آمریکایی از افغانستان - از جمله اکثریت در سه گروه سیاسی - هستند در حالی که ۲۵ درصد مخالف هستند. شایان ذکر است، کثرت آمریکایی‌ها، ۴۱ درصد، «به شدت» موافق تسریع خروج هستند، در حالی که ۶ درصد «به شدت» با انجام این کار مخالف هستند.
در مارس۲۰۱۱، نظرسنجی واشینگتن پست / ای‌بی‌سی نیوز در ۱۰ تا ۱۳مارس گزارش داد که اکثریت ۶۴درصد آمریکایی‌ها می‌گویند که جنگ دیگر ارزش جنگیدن را ندارد - بالاترین سطح مخالفت آمریکا با جنگ که با نظرسنجی اندازه‌گیری شد در حالی که ۳۱ درصد بودند که فکر می‌کردند که این پایین‌ترین سطح پشتیبانی تا به امروز است. تقریباً سه چهارم آمریکایی‌ها، یعنی ۷۳ درصد، از پرزیدنت اوباما می‌خواهند که «تعداد قابل‌توجهی» از نیروهای خود را در تابستان امسال خارج کند – در حالی که ۲۱ درصد اینطور نیستند. تقریباً نیمی از آمریکایی‌ها، ۴۹ درصد، «به شدت» فکر می‌کنند که جنگ ارزش جنگیدن ندارد، در حالی که ۱۷ درصد به شدت فکر می‌کنند که ارزش جنگیدن دارد.
پس از کشته شدن اسامه بن لادن، نظرسنجی یو اس آ تودی/گالوپ در ۵ تا ۸ مه۲۰۱۱ گزارش داد که اکثریت ۵۹درصد آمریکایی‌ها فکر می‌کنند که ایالات متحده کار خود را به پایان رسانده‌است و نیروهایش باید به خانه بازگردانده شوند. ۳۶ درصد مخالف بودند و هیچ‌یک از گروه‌های جمعیتی عمده اکثریتی نداشتند که طرفدار حفظ نیروهای نظامی ایالات متحده در افغانستان باشند.
نظرسنجی آسوشیتدپرس که در ۵ تا ۹ مه۲۰۱۱ انجام شد، گزارش داد که اکثریت ۵۹درصد از آمریکایی‌ها با جنگ مخالف هستند و ۳۲ درصد از آمریکایی‌ها به شدت با آن مخالف هستند. ۳۷درصد از آمریکایی‌ها طرفدار جنگ بودند که کمترین سطح حمایت تا به امروز است. اکثریت ۸۰درصد آمریکایی‌ها تصمیم رئیس‌جمهور باراک اوباما برای پایان دادن به تمام عملیات‌های جنگی ایالات متحده تا سال۲۰۱۴ و آغاز خروج نیروها در ماه ژوئیه را تأیید می‌کنند و ۵۲درصد نیز به شدت پایان عملیات جنگی را تأیید می‌کنند. ۱۵٪مخالف، با ۸٪ «به شدت» مخالفت کردند. اکثریت ۸۳درصد آمریکایی‌ها فکر می‌کنند که سرعت اعلام‌شده عقب‌نشینی تقریباً درست است یا خیلی کند است، در حالی که ۱۵درصد فکر می‌کنند خیلی سریع است.
نظرسنجی سی‌بی‌اس نیوز/نیویورک تایمز در ۲۴ تا ۲۸ ژوئن۲۰۱۱ گزارش داد که اکثریت ۵۸درصد آمریکایی‌ها با دخالت نظامی آمریکا در افغانستان مخالف هستند - بالاترین سطح مخالفی که تاکنون در نظرسنجی ثبت شده‌است در حالی که ۳۵درصد فکر می‌کنند که ایالات متحده در حال انجام این کار است. «کار درست» در مبارزه با جنگ آن. ۷۹درصد از آمریکایی‌ها خروج اعلام شده همه نیروهای آمریکایی تا پایان سال۲۰۱۴ را تأیید می‌کنند، در حالی که ۵۹درصد از آمریکایی‌ها خواهان خروج بیش از یک سوم از کل نیروهای آمریکایی در سال آینده، تا پایان تابستان۲۰۱۲ هستند. در مجموع، ۸۵ درصد از آمریکایی‌ها - از جمله ۷۵درصد جمهوری خواهان خروج حداقل یک سوم از نیروهای آمریکایی در سال آینده، تا پایان تابستان۲۰۱۲ هستند.
در ژانویه۲۰۱۳، گروه تحقیقات رسانه‌ها و افکار عمومی گزارش داد که اکثر آمریکایی‌ها خواهان خروج ایالات متحده از افغانستان هستند: ۳۷٪فکر می‌کنند که ایالات متحده باید نیروهای خود را به تدریج خارج کند، در حالی که ۳۰٫۲٪ می‌گویند ایالات متحده باید فوراً خارج شود.
نظرسنجی مرکز تحقیقات پیو که در دهمین سالگرد تهاجم آمریکا منتشر شد، گزارش داد که اکثریت ۵۲ درصد آمریکایی‌ها فکر می‌کنند که با توجه به هزینه‌ها در مقابل منافع برای ایالات متحده، جنگ ارزش جنگیدن را نداشته‌است، در حالی که ۴۱ درصد فکر می‌کنند که ارزش جنگیدن را داشته‌است..
| تاریخ                    | لطف | مخالفت کنید | مطمئن نیستم |
| ۳ تا ۷ ژوئن ۲۰۱۱         | ۳۶٪ | ۶۲٪         | ۲٪          |
| ۲ مه ۲۰۱۱                | ۴۲٪ | ۵۲٪         | ۵٪          |
| ۲۱ تا ۲۳ ژانویه ۲۰۱۱     | ۴۰٪ | ۵۸٪         | ۱٪          |
| ۱۷ تا ۱۹ دسامبر ۲۰۱۰     | ۳۵٪ | ۶۳٪         | ۵٪          |
| ۵ تا ۷ اکتبر ۲۰۱۰        | ۳۷٪ | ۵۸٪         | ۵٪          |
| ۲۱ تا ۲۳ سپتامبر ۲۰۱۰    | ۳۹٪ | ۵۸٪         | ۳٪          |
| ۱–۲ سپتامبر ۲۰۱۰         | ۴۱٪ | ۵۷٪         | ۲٪          |
| ۶ تا ۱۰ اوت ۲۰۱۰         | ۳۷٪ | ۶۲٪         | ۱٪          |
| ۲۱–۲۳ مه ۲۰۱۰            | ۴۲٪ | ۵۶٪         | ۲٪          |
| ۱۹–۲۱ مارس ۲۰۱۰          | ۴۸٪ | ۴۹٪         | ۳٪          |
| ۲۲ تا ۲۴ ژانویه ۲۰۱۰     | ۴۷٪ | ۵۲٪         | ۱٪          |
| ۱۶ تا ۲۰ دسامبر ۲۰۰۹     | ۴۳٪ | ۵۵٪         | ۳٪          |
| ۲ تا ۳ دسامبر ۲۰۰۹       | ۴۶٪ | ۵۱٪         | ۲٪          |
| ۱۳–۱۵ نوامبر ۲۰۰۹        | ۴۵٪ | ۵۲٪         | ۳٪          |
| ۳۰ اکتبر - ۱ نوامبر ۲۰۰۹ | ۴۰٪ | ۵۸٪         | ۲٪          |
| ۱۶–۱۸ اکتبر ۲۰۰۹         | ۴۱٪ | ۵۷٪         | ۲٪          |
| ۱۱ تا ۱۳ سپتامبر ۲۰۰۹    | ۳۹٪ | ۵۸٪         | ۳٪          |
| ۲۸ تا ۳۱ اوت ۲۰۰۹        | ۴۲٪ | ۵۷٪         | ۲٪          |
| ۳۱ ژوئیه - ۳ اوت ۲۰۰۹    | ۴۱٪ | ۵۴٪         | ۵٪          |
| ۱۴ تا ۱۷ مه ۲۰۰۹         | ۵۰٪ | ۴۸٪         | ۳٪          |
| ۳ تا ۵ آوریل ۲۰۰۹        | ۵۳٪ | ۴۶٪         | ۱٪          |
| ۱۸ تا ۱۹ فوریه ۲۰۰۹      | ۴۷٪ | ۵۱٪         | ۲٪          |
| ۱–۲ دسامبر ۲۰۰۸          | ۵۲٪ | ۴۶٪         | ۲٪          |
| ۲۷–۲۹ ژوئیه، ۲۰۰۸        | ۴۶٪ | ۵۲٪         | ۲٪          |
| ۱۹–۲۱ ژانویه ۲۰۰۷        | ۴۴٪ | ۵۲٪         | ۴٪          |
| ۲۲ تا ۲۴ سپتامبر ۲۰۰۶    | ۵۰٪ | ۴۸٪         | ۲٪          |

(کثرت بیش از ۳ ± حاشیه خطا با پررنگ نشان داده شده‌است.پایین‌ترین سطوح با حروف کج نشان داده شده‌است.منبع: سی ان ان)
| تاریخ                | لطف | مخالفت کنید | نمی‌دانم / رد کرد |
| ۵ تا ۹ مه ۲۰۱۱       | ۳۷٪ | ۵۹٪         | ۳٪               |
| ۸ تا ۱۳ سپتامبر ۲۰۱۰ | ۳۷٪ | ۶۲٪         | ۳٪               |
| ۱۱–۱۶ اوت ۲۰۱۰       | ۳۸٪ | ۵۸٪         | ۳٪               |
| ۳ تا ۸ مارس ۲۰۱۰     | ۴۶٪ | ۵۰٪         | ۳٪               |
| ۱۲ تا ۱۷ ژانویه ۲۰۱۰ | ۴۳٪ | ۵۴٪         | ۳٪               |
| ۱۰ تا ۱۴ دسامبر ۲۰۰۹ | ۳۹٪ | ۵۷٪         | ۴٪               |
| ۵ تا ۹ نوامبر ۲۰۰۹   | ۳۹٪ | ۵۷٪         | ۴٪               |
| ۱ تا ۵ اکتبر ۲۰۰۹    | ۴۰٪ | ۵۷٪         | ۳٪               |
| ۱۶–۲۰ ژوئیه، ۲۰۰۹    | ۴۴٪ | ۵۳٪         | ۴٪               |

(کثرت بیش از ۳٪ حاشیه خطا با پررنگ نشان داده شده‌است.پایین‌ترین سطوح با حروف کج نشان داده شده‌است.منبع: آسوشیتدپرس/)
| تاریخ                     | چیز درست | نباید درگیر شود | مطمئن نیستم |
| ۲۸ سپتامبر - ۲ اکتبر ۲۰۱۱ | ۳۴٪      | ۵۷٪             | ۹٪          |
| ۲۴ تا ۲۸ ژوئن ۲۰۱۱        | ۳۵٪      | ۵۸٪             | ۷٪          |
| ۳ تا ۷ ژوئن ۲۰۱۱          | ۴۳٪      | ۵۱٪             | ۶٪          |
| ۱۸ تا ۲۱ مارس ۲۰۱۱        | ۳۹٪      | ۵۳٪             | ۸٪          |
| ۱۱ تا ۱۴ فوریه ۲۰۱۱       | ۳۷٪      | ۵۴٪             | ۹٪          |
| ۱۰–۱۴ سپتامبر ۲۰۱۰        | ۳۸٪      | ۵۴٪             | ۸٪          |
| ۲۰ تا ۲۴ اوت ۲۰۱۰         | ۴۳٪      | ۴۸٪             | ۹٪          |
| ۴ تا ۸ دسامبر ۲۰۰۹        | ۴۹٪      | ۳۹٪             | ۱۱٪         |
| ۵ تا ۸ اکتبر ۲۰۰۹         | ۵۱٪      | ۳۹٪             | ۱۰٪         |
| ۱۹ تا ۲۳ سپتامبر ۲۰۰۹     | ۴۷٪      | ۴۲٪             | ۱۱٪         |

(کثرت بیش از ۳٪ حاشیه خطا با پررنگ نشان داده شده‌است.پایین‌ترین سطوح با حروف کج نشان داده شده‌است.منبع: سی بی سی نیوز)

### دوگانگی بین جمهوری خواهان و دموکرات‌ها
دوگانگی بین جمهوری خواهان و دموکرات‌ها نیز وجود دارد. نظرسنجی آسوشیتدپرس که از ۱۶ تا ۲۰ ژوئیه ۲۰۰۹ انجام شد، نشان داد که ۶۶ درصد جمهوری خواهان طرفدار جنگ هستند، در حالی که ۲۶ درصد از دموکرات‌ها موافق هستند.
نظرسنجی سی ان آن که از ۳۱ ژوئیه تا ۳ اوت ۲۰۰۹ انجام شد، نشان داد که تقریباً دو سوم جمهوری‌خواهان از جنگ حمایت می‌کنند، در حالی که سه چهارم دموکرات‌ها مخالف جنگ هستند. کیتینگ هالند، مدیر نظرسنجی سی ان ان گفت:
افغانستان تقریباً به‌طور قطع سیاست اوباما است که جمهوری خواهان آن را بیشتر دوست دارند.
یک نظرسنجی ای بی سی نیوز-واشینگتن پست که در ۱۳ تا ۱۷ اوت۲۰۰۹ انجام شد، نشان داد که ۷۸٪از جمهوری خواهان محافظه کار فکر می‌کنند جنگ ارزش جنگیدن را دارد، در حالی که ۲۲٪از دموکرات‌های لیبرال این کار را می‌کنند. ۶۵ درصد جمهوری‌خواهان محافظه‌کار نیز فکر می‌کنند که آمریکا برنده جنگ است. ۶۴ درصد از لیبرال دموکرات‌ها خواهان کاهش تعداد نیروهای آمریکایی هستند، در حالی که ۲۲ درصد از جمهوری خواهان محافظه کار این کار را انجام می‌دهند.
نظرسنجی آی پست که در ۲۷ تا ۳۱ اوت۲۰۰۹ انجام شد، گزارش داد که ۶۶٪از دموکرات‌ها و ۶۷٪از مستقل‌ها با اعزام بیشتر نیروهای آمریکایی مخالف هستند. در یک گروه اکثریت موافق اعزام نیروهای بیشتر بودند و ۵۲درصد از جمهوریخواهان طرفدار تشدید بیشتر تنش بودند.
نظرسنجی سی ان ان که در ۲۸ تا ۳۱ اوت ۲۰۰۹ انجام شد، دوباره نشان داد که بیشتر حمایت از جنگ از جانب جمهوریخواهان است. از هر ده جمهوری‌خواه هفت نفر از جنگ حمایت می‌کنند، در حالی که تقریباً سه چهارم دموکرات‌ها و ۵۷ درصد از مستقل‌ها مخالف جنگ هستند.
نظرسنجی واشینگتن پست – ای‌بی‌سی نیوز که در ۱۰تا۱۲ سپتامبر۲۰۰۹ انجام شد، نشان داد که اکثریت ۵۶درصد دموکرات‌ها خواهان کاهش تعداد نیروهای آمریکایی هستند، در حالی که کثرت ۳۹درصد از جمهوری‌خواهان خواهان اعزام نیروهای بیشتر به جنگ هستند. ۱۷ درصد از دموکرات‌ها از اعزام نیروهای بیشتر حمایت می‌کنند. این نظرسنجی همچنین گزارش داد که اکثریت ۵۹ درصد دموکرات‌ها فکر می‌کنند که «جنگ علیه تروریسم» بدون پیروزی می‌تواند موفقیت‌آمیز باشد، در حالی که اکثریت ۶۶ درصد جمهوری‌خواهان معتقدند که برای پیروزی در «جنگ علیه تروریسم» باید در جنگ پیروز شد.
نظرسنجی سی ان آن که از ۱۱ تا ۱۳ سپتامبر ۲۰۰۹ انجام شد، نشان داد که ۲۳ درصد دموکرات‌ها و ۳۹ درصد مستقل‌ها از جنگ حمایت می‌کنند، در حالی که اکثریت ۶۲ درصد جمهوری خواهان از جنگ حمایت می‌کنند. اکثریت ۷۵ درصد دموکرات‌ها مخالف جنگ هستند.
نظرسنجی یو اس ای تودی / گالوپ که در ۲۲ تا ۲۳ سپتامبر۲۰۰۹ انجام شد، نشان داد که اکثریت ۶۲درصد دموکرات‌ها با اعزام بیشتر نیروهای آمریکایی مخالف هستند، در حالی که اکثریت ۶۳درصد جمهوری خواهان با اعزام نیروهای بیشتر آمریکایی موافق هستند. اکثریت ۵۳درصد دموکرات‌ها خواهان آغاز خروج نیروهای آمریکایی هستند، در حالی که ۲۴درصد جمهوری خواهان خواهان آغاز خروج هستند. ۳۰ درصد از دموکرات‌ها از اعزام نیروهای بیشتر آمریکایی حمایت می‌کنند. تقریباً نیمی، ۴۹درصد از مستقل‌ها با اعزام نیروهای بیشتر آمریکایی مخالف هستند و ۴۳درصد از مستقل‌ها نیز خواهان آغاز خروج نیروهای آمریکایی از افغانستان هستند.
نظرسنجی مرکز تحقیقات پیو که در ۱۰ تا ۱۵ سپتامبر۲۰۰۹ انجام شد، نشان داد که ۵۶درصد از دموکرات‌ها خواهان خروج نیروهای ناتو در اسرع وقت هستند، در حالی که در مقابل، ۷۱درصد از جمهوری‌خواهان طرفدار حفظ آنها هستند. تقریباً دو بر یک، ۵۵درصد به ۲۹درصد، جمهوری خواهان نیز فکر می‌کردند که ایالات متحده به جای از دست دادن زمین در شکست نظامی طالبان، در حال پیشرفت است. از میان دموکرات‌ها و مستقل‌ها به ترتیب ۴۶درصد و ۴۹درصد گفتند که ایالات متحده در شکست نظامی طالبان در حال از دست دادن موقعیت خود است.
نظرسنجی آسوشیتدپرس که از ۱ تا ۵ اکتبر۲۰۰۹ انجام شد، نشان داد که اکثریت ۵۷درصد دموکرات‌ها مخالف اعزام نیروهای بیشتر هستند، در حالی که، از سوی دیگر، اکثریت ۶۹درصد جمهوری خواهان طرفدار اعزام نیروهای بیشتر به آنجا هستند.
نظرسنجی کلاروس که از ۱ تا ۴ اکتبر ۲۰۰۹ انجام شد، نشان داد که ۱۷ درصد از دموکرات‌ها از اعزام نیروهای بیشتر حمایت می‌کنند. اکثریت ۶۱ درصد دموکرات‌ها می‌خواهند «تعداد نیروهای آمریکایی در افغانستان را کاهش دهند و شروع به خروج کنند». اکثریت ۵۴ درصد جمهوری خواهان طرفدار اعزام نیروهای بیشتر آمریکایی هستند. ران فاوشو، رئیس گروه تحقیقاتی کلاروس، گفت:
اگر پرزیدنت اوباما تصمیم به اعزام نیروهای بیشتر به افغانستان بگیرد، در مواجهه با مخالفت شدید رای‌دهندگان در حزب خود این کار را انجام خواهد داد.
در نظرسنجی یو اس آ تودی/گالوپ که در ۶ اکتبر۲۰۰۹ انجام شد، ۵۹درصد از دموکرات‌ها و ۵۰درصد از مستقل‌ها با اعزام نیروهای بیشتر مخالف بودند، در حالی که ۷۳ درصد از جمهوری‌خواهان طرفدار اعزام نیروهای بیشتر بودند. نیمی، ۵۰ درصد از دموکرات‌ها می‌خواستند پرزیدنت اوباما شروع به خروج نیروهای آمریکایی کند، در حالی که ۱۸ درصد از جمهوری خواهان این را می‌خواستند.
در نظرسنجی سی‌بی‌اس نیوز که از ۵ تا ۸ اکتبر ۲۰۰۹ انجام شد، اکثریت ۵۲درصد دموکرات‌ها خواهان کاهش تعداد نیروهای آمریکایی بودند، در حالی که اکثریت ۵۷درصد جمهوری‌خواهان خواهان افزایش تعداد نیروهای آمریکایی بودند. ۲۷درصد از دموکرات‌ها از اعزام نیروهای بیشتر حمایت می‌کنند. اکثریت ۷۶درصد جمهوری خواهان فکر می‌کنند که ایالات متحده با جنگیدن در جنگ کار درستی انجام می‌دهد، در حالی که از سوی دیگر، ۴۹درصد از دموکرات‌ها معتقدند که ایالات متحده نباید درگیر این جنگ باشد.
در نظرسنجی ای‌بی‌سی نیوز /واشینگتن پست که از ۱۵ تا ۱۸ اکتبر۲۰۰۹ انجام شد، اکثریت ۶۰ درصد دموکرات‌ها با اعزام بیشتر نیروهای آمریکایی مخالف بودند، در حالی که اکثریت ۶۹ درصد جمهوری‌خواهان از اعزام نیروهای بیشتر حمایت کردند. ۳۶ درصد از دموکرات‌ها احساس می‌کردند که جنگ ارزش جنگیدن دارد، در حالی که ۷۱ درصد از جمهوری خواهان این کار را می‌کردند.
در نظرسنجی پیو که از ۲۸ اکتبر تا ۸ نوامبر۲۰۰۹ انجام شد، اکثریت ۷۰درصد دموکرات‌ها مخالف اعزام نیروهای بیشتر آمریکایی هستند، در حالی که ۴۸ درصد از جمهوری خواهان طرفدار اعزام نیروهای بیشتر به آنجا هستند. کثرت ۵۰درصد از دموکرات‌ها خواهان کاهش تعداد نیروهای آمریکایی در افغانستان هستند، در حالی که ۲۵ درصد از جمهوری خواهان نیز همین کار را کردند.
در نظرسنجی گالوپ که از ۵ تا ۸ نوامبر۲۰۰۹ انجام شد، اکثریت ۶۶درصد دموکرات‌ها مخالف اعزام نیروهای بیشتر آمریکایی هستند، در حالی که ۶۳درصد از جمهوری خواهان خواهان اعزام نیروهای بیشتر هستند. اکثریت ۶۰درصد دموکرات‌ها از پرزیدنت اوباما می‌خواهند که در واقع شروع به کاهش تعداد نیروهای آمریکایی کند. ۲۶درصد از جمهوریخواهان خواهان آغاز کاهش نیروها بودند. گالوپ اشاره کرد:
در نظرسنجی ای‌بی‌سی نیوز / واشینگتن پست که در ۱۲ تا ۱۵ نوامبر۲۰۰۹ انجام شد، شکاف سیاسی در ایالات متحده بر سر جنگ ادامه یافت: اکثریت ۶۶درصد دموکرات‌ها می‌گویند که جنگ ارزش جنگیدن را ندارد، با تقریباً نیمی از دموکرات‌ها، ۴۸ درصد. به شدت احساس می‌کنند که جنگ ارزش جنگیدن را ندارد، در حالی که، از سوی دیگر، اکثریت ۶۰درصد جمهوری خواهان می‌گویند که ارزش جنگیدن را دارد، در حالی که ۴۳درصد جمهوری خواهان به شدت احساس می‌کنند که ارزش جنگیدن دارد.
نظرسنجی سی ان آن که در ۲۱ تا ۲۳ مه۲۰۱۰ انجام شد، خاطرنشان کرد که جنگ در میان جمهوری‌خواهان محبوبیت داشت و اکثریت دو سوم آنها طرفدار ادامه جنگ بودند. ۲۷درصد از دموکرات‌ها از جنگ حمایت کردند و در میان مستقل‌ها حمایت به ۴۰درصد کاهش یافته‌است.
نظرسنجی مرکز تحقیقات پیو که در ژوئن۲۰۱۰ منتشر شد همچنین به تفاوت حزبی مهم اشاره کرد و نشان داد که تقریباً دو سوم، یعنی اکثریت ۶۵درصدی جمهوری خواهان خواهان ادامه حفظ نیروهای نظامی به‌طور نامحدود در افغانستان هستند، در حالی که ۳۶ درصد از دموکرات‌ها از این امر حمایت کردند.
نظرسنجی ای‌بی‌سی نیوز/واشینگتن پست که در ۳ تا ۶ ژوئن۲۰۱۰ انجام شد به‌طور مشابه گزارش داد که اکثریت ۶۲درصد جمهوری‌خواهان فکر می‌کنند که جنگ تقریباً ۹ ساله تحمیلی به آن کشور ارزش هزینه‌هایش را برای ایالات متحده داشته‌است، در حالی که اکثریت دو سوم آن‌ها را تشکیل می‌دهند. ۶۶درصد از دموکرات‌ها و ۵۳درصد از مستقل‌ها فکر می‌کنند که ارزش مبارزه را نداشته‌است. در واقع، اکثریت ۵۴درصد از آمریکایی‌های متمایل به دموکرات «به شدت» فکر می‌کنند که جنگ ارزش جنگیدن را نداشته‌است.
نظرسنجی سی بی اس نیوز که از ۹ تا ۱۲ ژوئیه۲۰۱۰ انجام شد نیز شکاف شدید حزبی را در مورد جنگ گزارش کرد. اکثریت ۷۳درصدی دموکرات‌ها خواهان تعیین جدول زمانی برای خروج هستند، در حالی که اکثریت ۶۶درصد از جمهوری خواهان نمی‌خواهند. تقریباً سه چهارم اکثریت، یعنی ۷۴درصد از دموکرات‌ها خواهان خروج بیشتر نیروهای آمریکایی در طی یک یا دو سال هستند، در حالی که اکثریت ۵۲ درصد جمهوری‌خواهان می‌خواهند که آنها بیش از دو سال دیگر باقی بمانند.
نظرسنجی سی ان آن که در ۵ تا ۷ اکتبر ۲۰۱۰ انجام شد، گزارش داد که ۶۸٪ از دموکرات‌ها مخالف جنگ هستند، در حالی که، از طرف دیگر، اکثریت ۵۱٪ جمهوری خواهان طرفدار جنگ هستند، تنها گروهی از پاسخ دهندگان که این کار را انجام می‌دهند. ۲۸ درصد دموکرات‌ها از جنگ حمایت می‌کنند. در میان مستقل‌ها، اکثریت ۶۱ درصد مخالف جنگ هستند، در حالی که ۳۵ درصد از آن حمایت می‌کنند.
نظرسنجی ای‌بی‌سی نیوز / واشینگتن پست که از ۹ تا ۱۲ دسامبر۲۰۱۰ انجام شد، ادامه داد که جمهوری‌خواهان همچنان حامی جنگ در افغانستان هستند: اگرچه ۳۵درصد نسبت به اوج خود در سال۲۰۰۷ کاهش یافته‌است، ۵۰درصد جمهوری‌خواهان همچنان می‌گویند که جنگ ارزش جنگیدن را داشته‌است. در آن کشور در میان دموکرات‌ها ۳۶درصد فکر می‌کنند که جنگ ارزش جنگیدن داشته‌است.
در نظرسنجی سی ان آن که از ۱۷ تا ۱۹ دسامبر۲۰۱۰ انجام شد، سه چهارم اکثریت رای‌دهندگان دموکرات و بیش از ۶رای‌دهنده از هر ده رای‌دهنده مستقل با جنگ مخالفند، در حالی که، از سوی دیگر، ۵۲٪از جمهوری خواهان، و ۵۲درصد از هواداران تی پارتی، از ادامه جنگ حمایت کردند.
نظرسنجی واشینگتن پست/ ای‌بی‌سی نیوز که از ۱۰ تا ۱۳ مارس۲۰۱۱ انجام شد، گزارش داد که ۱۹درصد از رای‌دهندگان دموکرات فکر می‌کنند که جنگ ارزش جنگیدن را دارد در مقایسه با نیمی از حامیان جمهوری‌خواه، حوزه اصلی حامی جنگ. اکثریت دو سوم رأی دهندگان مستقل فکر می‌کنند که جنگ ارزش جنگیدن را ندارد، در حالی که از هر چهار نفر یک نفر فکر می‌کند که ارزش جنگیدن را ندارد. ۸۰ درصد از رای‌دهندگان مستقل از باراک اوباما می‌خواهند که «تعداد قابل توجهی» از نیروهای خود را در تابستان امسال از افغانستان خارج کند.
در نظرسنجی یو اس آ تودی/گالوپ که در ۵ تا ۸ می۲۰۱۱، یک هفته پس از کشته شدن اسامه بن لادن، رای‌دهندگان دموکرات و مستقل، با اختلاف ۲ به ۱، بر این باورند که ایالات متحده کار خود را به پایان رسانده‌است و اکنون باید بیاورد. نیروهایش به خانه اکثریت دو سوم رأی دهندگان دموکرات، ۶۶درصد، فکر می‌کنند که نیروهای آمریکایی باید اکنون به خانه بازگردند، همان‌طور که اکثریت ۶۲درصد رای‌دهندگان مستقل این کار را انجام می‌دهند. در میان رای‌دهندگان جمهوری‌خواه، تعداد مساوی، ۴۷درصد، فکر می‌کنند که نیروهای آمریکایی باید به خانه بازگردانده شوند، و ۴۷درصد نه. هیچ‌یک از گروه‌های جمعیتی عمده اکثریتی نداشتند که طرفدار حفظ نیروهای نظامی ایالات متحده در افغانستان باشند.
در نظرسنجی گالوپ که در ۲۵ تا ۲۶ ژوئن۲۰۱۱ انجام شد، اکثریت رای‌دهندگان دموکرات و مستقل موافق خروج اعلام شده تمامی نیروهای آمریکایی تا سال۲۰۱۴ هستند. ۲۱درصد مخالفت کردند. ۵۰درصد از رای‌دهندگان جمهوری‌خواه نیز موافق خروج اعلام شده هستند، در حالی که ۴۳ درصد با آن مخالف بودند. در همین نظرسنجی ۵۴درصد از جمهوری خواهان معتقد بودند که نباید یک جدول زمانی تعیین کرد.
در نظرسنجی سی بی اس نیوز/نیویورک تایمز که در ۲۴ تا ۲۸ ژوئن۲۰۱۱ انجام شد، اکثریت ۶۰درصد از رأی دهندگان دموکرات و ۶۳درصد از رأی دهندگان مستقل مخالف دخالت نظامی کشورشان هستند، در حالی که به ترتیب ۳۲درصد و ۲۸درصد از آن حمایت می‌کنند. ۹۰درصد از رای‌دهندگان دموکرات و ۷۹درصد از رای‌دهندگان مستقل طرح خروج همه نیروهای آمریکایی را تا پایان سال۲۰۱۴ تأیید کردند. تا پایان تابستان۲۰۱۲. از سوی دیگر، رای‌دهندگان جمهوری‌خواه دچار اختلاف نظر شدند و ۴۸ درصد مخالف دخالت نظامی آمریکا و ۴۷ درصد از آن حمایت کردند. ۶۷ درصد از رای‌دهندگان جمهوری‌خواه طرح پرزیدنت اوباما برای خروج تمام نیروهای آمریکایی تا پایان سال۲۰۱۴ را تأیید می‌کنند و ۷۵درصد خواهان خروج حداقل یک سوم از سربازان ظرف یک سال، تا پایان تابستان ۲۰۱۲ هستند. ]
در نظرسنجی مرکز تحقیقات پیو که به مناسبت دهمین سالگرد تهاجم ایالات متحده به افغانستان و طولانی‌ترین دوره جنگ پایدار در تاریخ آن منتشر شد، اکثریت ۵۹درصد رای‌دهندگان دموکرات و اکثریت ۵۸درصد رای‌دهندگان مستقل فکر می‌کنند که جنگ ارزشی نداشته‌است. جنگیدن، در حالی که به ترتیب ۳۴درصد و ۳۶درصد فکر می‌کنند که دارد. از سوی دیگر، اکثریت ۵۶درصد جمهوری خواهان فکر می‌کنند که جنگ یک دهه ارزش جنگیدن داشته‌است، در حالی که ۳۷درصد فکر می‌کنند که ارزش جنگیدن را نداشته‌است.

### افزایش مخالفت با جنگ در میان محافظه کاران
در نظرسنجی ژانویه۲۰۱۱ از محافظه کاران، ۶۶درصد از رای‌دهندگان محافظه کار و حامیان تی پارتی خواهان کاهش تعداد نیروهای آمریکایی (تکثر ۳۹ درصد) یا خروج کامل «در اسرع وقت» (۲۷ درصد) شدند. ۲۴درصد معتقدند که سطح فعلی نیروها باید حفظ شود. اکثریت ۷۱درصد از رای‌دهندگان محافظه کار، از جمله بیش از دو سوم حامیان تی پارتی، نگران این هستند که هزینه جنگ برای مالیات دهندگان آمریکایی - ۱۲۰میلیارد دلاری که برای جنگ در سال۲۰۱۰ هزینه شد کاهش کسری بودجه آمریکا را در سال آینده دشوارتر خواهد کرد. تعادل بودجه فدرال ایالات متحده در دهه آینده نظرسنجی برای گروه مطالعات افغانستان در ۴ تا ۱۰ ژانویه ۲۰۱۱ انجام شد.
نظرسنجی یو اس ای تودی / گالوپ که در ۱۴تا ۱۶ ژانویه۲۰۱۱ انجام شد، همچنین گزارش داد که پشت سر ۸۶درصد دموکرات‌ها و ۷۲درصد مستقل‌ها، اکنون ۶۱درصد از محافظه کاران خودشناس نیز خواستار خروج سریع نیروهای آمریکایی هستند.
در نظرسنجی گالوپ که در ۲۵ تا ۲۶ ژوئن۲۰۱۱ انجام شد، ۵۰درصد از رای‌دهندگان جمهوری‌خواه عموماً موافق خروج اعلام شده همه نیروهای آمریکایی از افغانستان تا سال۲۰۱۴ هستند، در حالی که ۴۳ درصد با آن مخالف بودند.
در نظرسنجی سی‌بی‌اس نیوز/نیویورک تایمز که در ۲۴ تا ۲۸ ژوئن ۲۰۱۱ انجام شد، ۶۷ درصد از رای‌دهندگان جمهوری‌خواه طرح خروج همه نیروهای آمریکایی تا پایان تابستان۲۰۱۲ را تأیید کردند و ۷۵درصد از رای‌دهندگان جمهوری‌خواه حداقل یک سوم را می‌خواهند. خروج نیروهای آمریکایی تا پایان تابستان۲۰۱۲: کثرت ۴۱درصد از رای‌دهندگان جمهوری‌خواه خواهان خروج بیش از یک سوم از نیروهای آمریکایی در این بازه زمانی هستند، ۳۴ درصد خواهان حدود یک سوم هستند، در حالی که ۱۸ درصد معتقد بودند که باید کمتر از یک باشد. سوم.

## نظرات مردم در متحدان ناتو ایالات متحده

### ۲۰۰۸
در سال ۲۰۰۸، هیچ‌یک از شش متحد ناتو در نظرسنجی مرکز تحقیقات پیو حمایت اکثریتی از حفظ نیروها در افغانستان نداشتند و پنج نفر از شش کشور اکثریت خواهان خروج هر چه سریعتر بودند. در سال ۲۰۰۹، هیچ‌یک از هفت متحد ناتو در نظرسنجی مرکز تحقیقات پیو از حمایت اکثریت برای ادامه حفظ نیروهای نظامی در آنجا برخوردار نبودند، اما هر هفت متحد ناتو در این نظرسنجی با اکثریت یا کثرت شدید مخالفت با اعزام سربازان بیشتر داشتند.

### ۲۰۰۹
نظرسنجی ژوئن ۲۰۰۹ «روندهای فراآتلانتیک» از ۱۳ کشور ناتو، همچنین توسط یک اندیشکده سیاست آمریکایی، صندوق آلمانی مارشال ایالات متحده، بیشتر بر مخالفت مردم با جنگ در کشورهای ناتو درگیر با ایالات متحده در افغانستان تأکید کرد.
اکثریت جمعیت ۱۲ کشور ناتو که در اروپا و ترکیه مورد بررسی قرار گرفتند، خواهان کاهش یا خروج کامل نیروهای نظامی خود در افغانستان هستند - بریتانیا (۶۰٪)، فرانسه (۵۱٪)، آلمان (۵۷٪)، ایتالیا. (۵۵٪)، هلند (۵۰٪)، لهستان (۶۸٪)، پرتغال (۵۲٪)، اسپانیا (۵۴٪)، اسلواکی (۶۱٪)، بلغارستان (۷۲٪)، رومانی (۶۱٪)، ترکیه (50%).
اکثریت ۵۵ درصد از اروپای غربی و اکثریت ۶۹ درصد از اروپای شرقی خواهان کاهش یا خروج نیروهای خود از افغانستان هستند، با خروج کامل نیروها از سوی ۵۱ درصد از لهستانی‌ها، ۵۰ درصد از بلغارها، ۴۸ درصد از رومانیایی‌ها، ۴۱ درصد درخواست شده‌است. بریتانیایی‌ها و ۴۱ درصد آلمانی‌ها.
علیرغم فشارهای دولت اوباما برای افزایش تعداد سربازان خود در افغانستان، مردم در همه ۱۲ کشور متحد ناتو مورد بررسی به شدت مخالف هستند. ۷۷ درصد مردم، در ۱۲ کشور ناتو که در اتحادیه اروپا و ترکیه مورد بررسی قرار گرفتند، مخالف اعزام نیروهای بیشتر به افغانستان هستند. کمتر از ۱ نفر از هر ۵ نفر، ۱۹ درصد، در ۱۲ کشور ناتو از اعزام نیروهای بیشتر حمایت کردند.
| عضو ناتو     | % پشتیبانی ۲۰۰۹ | % پشتیبانی ۲۰۱۰ | % پشتیبانی ۲۰۱۱ |
| ایالات متحده | ۳۰٪             | ۲۵٪             | ۶٪              |
| انگلستان     | ۱۱٪             | ۷٪              | ۳٪              |
| فرانسه       | ۴٪              | ۴٪              | ۲٪              |
| آلمان        | ۷٪              | ۷٪              | ۴٪              |
| ایتالیا      | ۶٪              | ۴٪              | ۲٪              |
| هلند         | ۴٪              | ۴٪              | ۵٪              |
| لهستان       | ۵٪              | ۲٪              | ۲٪              |
| کشور پرتغال  | ۴٪              | ۲٪              | ۳٪              |
| اسپانیا      | ۷٪              | ۶٪              | ۳٪              |
| اسلواکی      | ۲٪              | ۳٪              | ۲٪              |
| بلغارستان    | ۲٪              | ۲٪              | ۱٪              |
| رومانی       | ۵٪              | ۶٪              | ۲٪              |
| بوقلمون      | ۱۴٪             | ۱۶٪             | ۱۲٪             |

(منبع: صندوق آلمانی مارشال ایالات متحده روندهای ترانس آتلانتیک ژوئن ۲۰۰۹٬۲۰۱۰ و۲۰۱۱ نظرسنجی)
نظرسنجی کشورهای ناتو که در ژوئن۲۰۰۹، حدود ۲ماه قبل از انتخابات افغانستان انجام شد، همچنین گزارش داد که ۵۶ درصد آمریکایی‌ها به ثبات وضعیت در افغانستان خوش بین هستند، در حالی که اکثریت ۶۲ درصد مردم در ۱۲ کشور ناتو در اروپا هستند. و ترکیه نبودند.
در نظرسنجی پروژه نگرش جهانی پیو در سال ۲۰۰۹، هیچ‌یک از هفت متحد ناتو مورد بررسی، حمایت اکثریتی از حفظ نیروهای ناتو در افغانستان را نداشتند. علیرغم درخواست‌های مکرر آمریکا از متحدان ناتو برای اعزام نیروهای بیشتر به افغانستان، اکثریت یا کثرت مخالفت با چنین اقدامی در هر هفت کشور متحد ناتو مورد بررسی وجود داشت: آلمان (۶۳٪ مخالف)، فرانسه (۶۲٪)، لهستان (۵۷٪). ٪، کانادا (۵۵٪)، بریتانیا (۵۱٪)، اسپانیا (۵۰٪)، و ترکیه (49%).

### ۲۰۱۰
در سال ۲۰۱۰، هیچ‌یک از شش متحد ناتو در نظرسنجی مرکز تحقیقات پیو حمایت اکثریتی از حفظ نیروها در افغانستان نداشتند. در عوض، این نظرسنجی نشان داد که اکثریت و کثرت مردم در ۵ کشور از ۶ کشور عضو ناتو خواهان خروج نیروهای نظامی ناتو از افغانستان "در اسرع وقت" هستند. اکثریت ۶۷ درصد در ترکیه، ۵۸ درصد اکثریت در آلمان، اکثریت ۵۲ درصد در فرانسه، ۴۹ درصد کثرت در اسپانیا، ۴۴ درصد کثرت در لهستان، و ۴۵ درصد در بریتانیا همه خواهان خروج نیروهای نظامی ناتو از افغانستان هستند. در اسرع وقت".
مطالعه ترانس آتلانتیک در ژوئن ۲۰۱۰ توسط صندوق آلمانی مارشال ایالات متحده نشان داد که همه ۱۲ کشور متحد ناتو مورد بررسی، و اکثریت ۱۱کشور از ۱۲مورد آنها، خواهان خروج همه یا برخی از نیروهای خود از افغانستان هستند.
برای ۱۲کشور اروپایی ناتو که به‌طور کلی مورد بررسی قرار گرفتند، ۷۰٪فکر می‌کنند که کشورشان باید فوراً (۳۶٪) یا در صورت فراهم بودن شرایط در سال۲۰۱۱ (۳۶٪) شروع به خروج نیروها کند. ۲۳ درصد بر این باورند که نیروهایشان باید تا زمانی که برای «ثبات کردن» افغانستان لازم است، بمانند. اکثریت ۶۲ درصد از جمعیت اروپایی ناتو مورد بررسی خواهان خروج کامل همه نیروهای خود (تکثر ۴۳ درصدی) یا کاهش نیروها (۱۹ درصد) هستند. ۲۸ درصد تعداد نیروها را در سطح فعلی نگه می‌دارند. ۶ درصد با اعزام نیروهای بیشتر به افغانستان موافقت کردند.

### ۲۰۱۱
مطالعه روند ترانس آتلانتیک در ژوئن ۲۰۱۱ توسط صندوق آلمانی مارشال ایالات متحده نشان داد که اکثریت در ایالات متحده (۶۶٪) و در تمام ۱۱ کشور اروپایی عضو ناتو مورد بررسی قرار گرفتند - بریتانیا (۶۹٪)، آلمان (۷۰٪)، فرانسه (۶۴٪)، ایتالیا (۶۵٪)، لهستان (۷۳٪)، پرتغال (۵۸٪)، اسپانیا (۵۷٪)، هلند (۵۵٪)، رومانی (۶۷٪)، بلغارستان (۶۳٪) و اسلواکی (۶۴٪) - خواهان خروج همه یا برخی از نیروها از افغانستان هستند. برای تمام ۱۱ کشور اروپایی ناتو که به‌طور کلی در نظر گرفته شده‌است، اکثریت ۶۶ درصد از اروپاییان در کشورهای ناتو مورد بررسی خواهان خروج تمام یا برخی از نیروهای خود از افغانستان هستند: ۴۴ درصد خواهان خروج همه نیروهای خود از افغانستان و ۲۲ نفر دیگر هستند. درصد خواهان خروج برخی از نیروهایشان برای کاهش تعداد آنها هستند. کمتر از یک نفر از هر سه، ۲۹ درصد، از حفظ تعداد کنونی نیروها در افغانستان حمایت می‌کنند، و ۳ درصد از اعزام نیروهای بیشتر حمایت می‌کنند.
در دسامبر ۲۰۱۰، وزیر دفاع ایالات متحده، رابرت گیتس، مخالفت مردم تقریباً در همه کشورها را تصدیق کرد:
افکار عمومی… از نظر اکثریت، مخالف شرکت آنها [در جنگ] خواهد بود.

### ۲۰۱۴
مارک اوبرتل، دگروال سابق در شفاخانه صحرایی ارتش جمهوری چک، مدال‌های خود را که در طول مأموریت خود در جنگ افغانستان برای عملیات ناتو دریافت کرده بود، پس داد. وی با انتقاد از جنگ علیه ترور، این مأموریت را اینگونه توصیف کرد که «عمیقا شرمنده از اینکه به یک سازمان جنایتکار مانند ناتو به رهبری ایالات متحده آمریکا و منافع منحرف آن در سراسر جهان خدمت کردم.»